# Оскар (кинопремия, 1954)
26-я церемония вручения наград премии «Оскар» за заслуги в области кинематографа за 1953 год состоялась 25 марта 1954 года в RKO Pantages Theatre (Голливуд, Калифорния). Номинанты были объявлены 15 февраля 1954 года.
Лучшим фильмом была признана кинокартина Фреда Циннемана «Отныне и во веки веков», получившая 8 «Оскаров».
Уолт Дисней удостоился четырёх статуэток (из шести номинаций) за документальные и короткометражные ленты.

## Фильмы, получившие несколько номинаций
| Фильм                                                | номинации | награды |
| ---------------------------------------------------- | --------- | ------- |
| • Отныне и во веки веков / From Here to Eternity     | 13        | 8       |
| • Римские каникулы / Roman Holiday                   | 10        | 3       |
| • Шейн / Shane                                       | 6         | 1       |
| • Лили / Lili                                        | 6         | 1       |
| • Плащаница / The Robe                               | 5         | 2       |
| • Юлий Цезарь / Julius Caesar                        | 5         | 1       |
| • Лагерь для военнопленных № 17 / Stalag 17          | 3         | 1       |
| • Джейн-катастрофа / Calamity Jane                   | 3         | 1       |
| • Война миров / The War of the Worlds                | 3         | 1       |
| • Синяя луна / The Moon Is Blue                      | 3         | —       |
| • Театральный фургон / The Band Wagon                | 3         | —       |
| • Титаник / Titanic                                  | 2         | 1       |
| • Назовите меня мадам / Call Me Madam                | 2         | 1       |
| • Могамбо / Mogambo                                  | 2         | —       |
| • Сначала и потом / Above and Beyond                 | 2         | —       |
| • Мартин Лютер / Martin Luther                       | 2         | —       |
| • Первая леди / The President's Lady                 | 2         | —       |
| • Рыцари Круглого стола / Knights of the Round Table | 2         | —       |
| • Малышка Бесс / Young Bess                          | 2         | —       |
| • Хондо / Hondo                                      | 2         | —       |

## Список лауреатов и номинантов
★ Лауреаты выделены отдельным цветом. 

### Основные категории
| Категории                                                                    | Лауреаты и номинанты                                                                   | Лауреаты и номинанты                                                         |
| ---------------------------------------------------------------------------- | -------------------------------------------------------------------------------------- | ---------------------------------------------------------------------------- |
| Лучший фильм                                                                 | ★ Отныне и во веки веков (продюсер: Бадди Адлер)                                       | ★ Отныне и во веки веков (продюсер: Бадди Адлер)                             |
| Лучший фильм                                                                 | • Юлий Цезарь (продюсер: Джон Хаусман)                                                 |                                                                              |
| Лучший фильм                                                                 | • Плащаница (продюсер: Фрэнк Росс)                                                     |                                                                              |
| Лучший фильм                                                                 | • Римские каникулы (продюсер: Уильям Уайлер)                                           |                                                                              |
| Лучший фильм                                                                 | • Шейн (продюсер: Джордж Стивенс)                                                      |                                                                              |
| Лучший режиссёр                                                              |                                                                                        | ★ Фред Циннеман за фильм «Отныне и во веки веков»                            |
| Лучший режиссёр                                                              | • Чарльз Уолтерс — «Лили»                                                              |                                                                              |
| Лучший режиссёр                                                              | • Уильям Уайлер — «Римские каникулы»                                                   |                                                                              |
| Лучший режиссёр                                                              | • Джордж Стивенс — «Шейн»                                                              |                                                                              |
| Лучший режиссёр                                                              | • Билли Уайлдер — «Лагерь для военнопленных № 17»                                      |                                                                              |
| Лучший актёр                                                                 |                                                                                        | ★ Уильям Холден — «Лагерь для военнопленных № 17» (за роль Дж. Дж. Сефтона)  |
| Лучший актёр                                                                 | • Марлон Брандо — «Юлий Цезарь» (за роль Марка Антония)                                |                                                                              |
| Лучший актёр                                                                 | • Ричард Бёртон — «Плащаница» (за роль Марселлуса Галлио)                              |                                                                              |
| Лучший актёр                                                                 | • Монтгомери Клифт — «Отныне и во веки веков» (за роль рядового Роберта Э. Ли Прюитта) |                                                                              |
| Лучший актёр                                                                 | • Берт Ланкастер — «Отныне и во веки веков» (за роль сержанта Милтона Уордена)         |                                                                              |
| Лучшая актриса                                                               |                                                                                        | ★ Одри Хепбёрн — «Римские каникулы» (за роль принцессы Анны)                 |
| Лучшая актриса                                                               | • Лесли Карон — «Лили» (за роль Лили Дюрье)                                            |                                                                              |
| Лучшая актриса                                                               | • Ава Гарднер — «Могамбо» (за роль Элоизы Келли)                                       |                                                                              |
| Лучшая актриса                                                               | • Дебора Керр — «Отныне и во веки веков» (за роль Карен Холмс)                         |                                                                              |
| Лучшая актриса                                                               | • Мэгги Макнамара — «Синяя луна» (за роль Пэтти О’Нилл)                                |                                                                              |
| Лучший актёр второго плана                                                   |                                                                                        | ★ Фрэнк Синатра — «Отныне и во веки веков» (за роль рядового Анджело Маджио) |
| Лучший актёр второго плана                                                   | • Эдди Альберт — «Римские каникулы» (за роль Ирвина Радовича)                          |                                                                              |
| Лучший актёр второго плана                                                   | • Брендон Де Уайлд — «Шейн» (за роль Джоуи Старрета)                                   |                                                                              |
| Лучший актёр второго плана                                                   | • Джек Пэланс — «Шейн» (за роль Джека Уилсона)                                         |                                                                              |
| Лучший актёр второго плана                                                   | • Роберт Штраусс — «Лагерь для военнопленных № 17» (за роль серж. Станислава Казавы)   |                                                                              |
| Лучшая актриса второго плана                                                 |                                                                                        | ★ Донна Рид — «Отныне и во веки веков» (за роль Альмы «Лорин» Бёрк)          |
| Лучшая актриса второго плана                                                 | • Грейс Келли — «Могамбо» (за роль Линды Нордли)                                       |                                                                              |
| Лучшая актриса второго плана                                                 | • Джеральдин Пейдж — «Хондо» (за роль Энджи Лоу)                                       |                                                                              |
| Лучшая актриса второго плана                                                 | • Марджори Рэмбю — «Грустная песня» (за роль миссис Стюарт)                            |                                                                              |
| Лучшая актриса второго плана                                                 | • Телма Риттер — «Происшествие на Саут-стрит» (за роль Мо Уильямс)                     |                                                                              |
| Лучший сценарий (англ. Best Writing, Story and Screenplay)                   | ★ Чарльз Брэкетт, Уолтер Райш, Ричард Л. Брин — «Титаник»                              | ★ Чарльз Брэкетт, Уолтер Райш, Ричард Л. Брин — «Титаник»                    |
| Лучший сценарий (англ. Best Writing, Story and Screenplay)                   | • Бетти Комден, Адольф Грин — «Театральный фургон»                                     |                                                                              |
| Лучший сценарий (англ. Best Writing, Story and Screenplay)                   | • Ричард Мёрфи — «Крысы пустыни»                                                       |                                                                              |
| Лучший сценарий (англ. Best Writing, Story and Screenplay)                   | • Сэм Рольф, Харольд Джек Блум — «Обнажённая шпора»                                    |                                                                              |
| Лучший сценарий (англ. Best Writing, Story and Screenplay)                   | • Миллард Кауфман — «Взять высоту»                                                     |                                                                              |
| Лучший адаптированный сценарий (англ. Best Writing, Screenplay)              | ★ Дэниэл Тарадаш — «Отныне и во веки веков»                                            | ★ Дэниэл Тарадаш — «Отныне и во веки веков»                                  |
| Лучший адаптированный сценарий (англ. Best Writing, Screenplay)              | • Эрик Эмблер — «Жестокое море»                                                        |                                                                              |
| Лучший адаптированный сценарий (англ. Best Writing, Screenplay)              | • Хелен Дойч — «Лили»                                                                  |                                                                              |
| Лучший адаптированный сценарий (англ. Best Writing, Screenplay)              | • Иэн Мак-Леллан Хантер, Джон Дайтон — «Римские каникулы»                              |                                                                              |
| Лучший адаптированный сценарий (англ. Best Writing, Screenplay)              | • А. Б. Гатри мл. — «Шейн»                                                             |                                                                              |
| Лучший литературный первоисточник (англ. Best Writing, Motion Picture Story) |                                                                                        | ★ Далтон Трамбо — «Римские каникулы»                                         |
| Лучший литературный первоисточник (англ. Best Writing, Motion Picture Story) | • Бирн Лэй мл. — «Сначала и потом»                                                     |                                                                              |
| Лучший литературный первоисточник (англ. Best Writing, Motion Picture Story) | • Алек Коппел — «Рай капитана»                                                         |                                                                              |
| Лучший литературный первоисточник (англ. Best Writing, Motion Picture Story) | • Рэй Эшли, Моррис Энджел, Рут Оркин — «Маленький беглец»                              |                                                                              |
| Лучший литературный первоисточник (англ. Best Writing, Motion Picture Story) | • Луис Ламур — «Хондо» (снят с номинации)                                              |                                                                              |

### Другие категории
| Категории                                                        | Лауреаты и номинанты | Лауреаты и номинанты                                                                                      |
| ---------------------------------------------------------------- | --- | --- |
| Лучшая музыка: Саундтрек к драматическому или комедийному фильму | ★ Бронислав Капер — «Лили» | ★ Бронислав Капер — «Лили»                                                                                |
| Лучшая музыка: Саундтрек к драматическому или комедийному фильму | • Хьюго Фридхофер — «Сначала и потом» | |
| Лучшая музыка: Саундтрек к драматическому или комедийному фильму | • Моррис Столофф, Джордж Данинг — «Отныне и во веки веков» | |
| Лучшая музыка: Саундтрек к драматическому или комедийному фильму | • Миклош Рожа — «Юлий Цезарь» | |
| Лучшая музыка: Саундтрек к драматическому или комедийному фильму | • Луис Форбс — «Это кино» | |
| Лучшая музыка: Саундтрек к музыкальному фильму                   | ★ Альфред Ньюман — «Назовите меня мадам» | ★ Альфред Ньюман — «Назовите меня мадам»                                                                  |
| Лучшая музыка: Саундтрек к музыкальному фильму                   | • Адольф Дойч — «Театральный фургон» | |
| Лучшая музыка: Саундтрек к музыкальному фильму                   | • Рэй Хайндорф — «Джейн-катастрофа» | |
| Лучшая музыка: Саундтрек к музыкальному фильму                   | • Фредерик Холландер, Моррис Столофф — «5000 пальцев доктора Т.» | |
| Лучшая музыка: Саундтрек к музыкальному фильму                   | • Андре Превин, Сол Чаплин — «Поцелуй меня Кэт» | |
| Лучшая песня к фильму                                            | ★ Secret Love — «Джейн-катастрофа» — музыка: Сэмми Фэйн, слова: Пол Френсис Уэбстер                                                                                                   | ★ Secret Love — «Джейн-катастрофа» — музыка: Сэмми Фэйн, слова: Пол Френсис Уэбстер                       |
| Лучшая песня к фильму                                            | • The Moon Is Blue — «Синяя луна» — музыка: Хершел Бурк Гилберт, слова: Сильвия Файн                                                                                                  | |
| Лучшая песня к фильму                                            | • My Flaming Heart — «Девчонка из городка» — музыка: Николас Бродский, слова: Лео Робин                                                                                               | |
| Лучшая песня к фильму                                            | • Sadie Thompson's Song (Blue Pacific Blues) — «Мисс Сэди Томпсон» — музыка: Лестер Ли, слова: Нед Вашингтон                                                                          | |
| Лучшая песня к фильму                                            | • That's Amore — «Кэдди» — музыка: Гарри Уоррен, слова: Джек Брукс | |
| Лучший монтаж                                                    | ★ Уильям А. Лион — «Отныне и во веки веков» | ★ Уильям А. Лион — «Отныне и во веки веков»                                                               |
| Лучший монтаж                                                    | • Коттон Варбертон — «Crazylegs» | |
| Лучший монтаж                                                    | • Отто Людвиг — «Синяя луна» | |
| Лучший монтаж                                                    | • Роберт Свинк — «Римские каникулы» | |
| Лучший монтаж                                                    | • Эверетт Дуглас — «Война миров» | |
| Лучшая операторская работа (Чёрно-белый фильм)                   | ★ Бёрнетт Гаффи — «Отныне и во веки веков» | ★ Бёрнетт Гаффи — «Отныне и во веки веков»                                                                |
| Лучшая операторская работа (Чёрно-белый фильм)                   | • Хэл Мор — «Кровать» | |
| Лучшая операторская работа (Чёрно-белый фильм)                   | • Джозеф Руттенберг — «Юлий Цезарь» | |
| Лучшая операторская работа (Чёрно-белый фильм)                   | • Джозеф Си Брун — «Мартин Лютер» | |
| Лучшая операторская работа (Чёрно-белый фильм)                   | • Франц Планер и Анри Алькан — «Римские каникулы» | |
| Лучшая операторская работа (Цветной фильм)                       | ★ Лойал Григгс — «Шейн» | ★ Лойал Григгс — «Шейн»                                                                                   |
| Лучшая операторская работа (Цветной фильм)                       | • Джордж Дж. Фолси — «Все братья были храбрецами» | |
| Лучшая операторская работа (Цветной фильм)                       | • Эдвард Кронджагер — «Коралловый риф» | |
| Лучшая операторская работа (Цветной фильм)                       | • Роберт Х. Плэнк — «Лили» | |
| Лучшая операторская работа (Цветной фильм)                       | • Леон Шамрой — «Плащаница» | |
| Лучшая работа художника (Чёрно-белый фильм)                      | ★ Седрик Гиббонс, Эдвард Карфанго (постановщики), Эдвин Б. Уиллис, Хью Хант (декораторы) — «Юлий Цезарь»                                                                              | ★ Седрик Гиббонс, Эдвард Карфанго (постановщики), Эдвин Б. Уиллис, Хью Хант (декораторы) — «Юлий Цезарь»  |
| Лучшая работа художника (Чёрно-белый фильм)                      | • Фриц Мауришат, Пол Марквитц (постановщики) — «Мартин Лютер» | |
| Лучшая работа художника (Чёрно-белый фильм)                      | • Лайл Р. Уилер, Лелэнд Фуллер (постановщики), Пол С. Фокс (декоратор) — «Первая леди»                                                                                                | |
| Лучшая работа художника (Чёрно-белый фильм)                      | • Хэл Перейра, Уолтер Х. Тайлер (постановщики) — «Римские каникулы» | |
| Лучшая работа художника (Чёрно-белый фильм)                      | • Лайл Р. Уилер, Морис Рэнсфорд (постановщики), Стюарт А. Рейсс (декоратор) — «Титаник»                                                                                               | |
| Лучшая работа художника (Цветной фильм)                          | ★ Лайл Р. Уилер, Джордж У. Дэвис (постановщики), Уолтер М. Скотт, Пол С. Фокс (декораторы) — «Плащаница»                                                                              | ★ Лайл Р. Уилер, Джордж У. Дэвис (постановщики), Уолтер М. Скотт, Пол С. Фокс (декораторы) — «Плащаница»  |
| Лучшая работа художника (Цветной фильм)                          | • Альфред Юнге, Ганс Питерс (постановщики), Джон Джарвис (декоратор) — «Рыцари круглого стола»                                                                                        | |
| Лучшая работа художника (Цветной фильм)                          | • Седрик Гиббонс, Пол Грессе (постановщики), Эдвин Б. Уиллис, Артур Крамс (декораторы) — «Лили»                                                                                       | |
| Лучшая работа художника (Цветной фильм)                          | • Седрик Гиббонс, Э. Престон Амес, Эдвард Карфанго, Габриель Сконьямильо (постановщики), Эдвин Б. Уиллис, Ф. Кеог Глисон, Артур Крамс, Джек Д. Мур (декораторы) — «Три истории любви» | |
| Лучшая работа художника (Цветной фильм)                          | • Седрик Гиббонс, Ури МакКлири (постановщики), Эдвин Б. Уиллис, Джек Д. Мур (декораторы) — «Малышка Бесс»                                                                             | |
| Лучший дизайн костюмов (Чёрно-белый фильм)                       | ★ Эдит Хэд — «Римские каникулы» | ★ Эдит Хэд — «Римские каникулы»                                                                           |
| Лучший дизайн костюмов (Чёрно-белый фильм)                       | • Уолтер Планкетт — «Актриса» | |
| Лучший дизайн костюмов (Чёрно-белый фильм)                       | • Хелен Роуз, Хершел Маккой — «Идеальная жена» | |
| Лучший дизайн костюмов (Чёрно-белый фильм)                       | • Жан Луи — «Отныне и во веки веков» | |
| Лучший дизайн костюмов (Чёрно-белый фильм)                       | • Чарльз Ле Мэр, Рени — «Первая леди» | |
| Лучший дизайн костюмов (Цветной фильм)                           | Чарльз Ле Мэр | ★ Чарльз Ле Мэр, Эмиль Сантьяго — «Плащаница»                                                             |
| Лучший дизайн костюмов (Цветной фильм)                           | Чарльз Ле Мэр | • Мэри Энн Нюберг — «Театральный фургон»                                                                  |
| Лучший дизайн костюмов (Цветной фильм)                           | Чарльз Ле Мэр | • Ирен Шарафф — «Назовите меня мадам»                                                                     |
| Лучший дизайн костюмов (Цветной фильм)                           | Чарльз Ле Мэр | • Чарльз Ле Мэр, Травилла — «Как выйти замуж за миллионера»                                               |
| Лучший дизайн костюмов (Цветной фильм)                           | Чарльз Ле Мэр | • Уолтер Планкетт — «Малышка Бесс»                                                                        |
| Лучший звук                                                      | ★ Джон П. Ливадари (Columbia SSD) — «Отныне и во веки веков» | ★ Джон П. Ливадари (Columbia SSD) — «Отныне и во веки веков»                                              |
| Лучший звук                                                      | • Уильям А. Мюллер (Warner Bros. SSD) — «Джейн-катастрофа» | |
| Лучший звук                                                      | • А. У. Уоткинс (Metro-Goldwyn-Mayer SSD) — «Рыцари круглого стола» | |
| Лучший звук                                                      | • Лесли И. Кэри (Universal-International SSD) — «Игрок из Миссисипи» | |
| Лучший звук                                                      | • Лорен Л. Райдер (Paramount SSD) — «Война миров» | |
| Лучшие спецэффекты                                               | ★ Paramount Studio — «Война миров» | ★ Paramount Studio — «Война миров»                                                                        |
| Лучшие спецэффекты                                               | Без номинантов | |
| Лучший документальный полнометражный фильм                       | ★ «Живая пустыня» / The Living Desert (продюсер: Уолт Дисней) | ★ «Живая пустыня» / The Living Desert (продюсер: Уолт Дисней)                                             |
| Лучший документальный полнометражный фильм                       | • Покорение Эвереста / The Conquest of Everest (продюсеры: Джон Тейлор, Леон Клор и Грэхам Тэрп)                                                                                      | |
| Лучший документальный полнометражный фильм                       | • Коронование королевы / A Queen Is Crowned (продюсер: Кастлтон Найт) | |
| Лучший документальный короткометражный фильм                     | ★ «Аляскинский эскимос» / The Alaskan Eskimo (продюсер: Уолт Дисней) | ★ «Аляскинский эскимос» / The Alaskan Eskimo (продюсер: Уолт Дисней)                                      |
| Лучший документальный короткометражный фильм                     | • Живущий город / The Living City (продюсер: Джон Барнс) | |
| Лучший документальный короткометражный фильм                     | • Operation Blue Jay / Operation Blue Jay (U.S. Army Signal Corps) | |
| Лучший документальный короткометражный фильм                     | • They Planted a Stone / They Planted a Stone (продюсер: Джеймс Карр) | |
| Лучший документальный короткометражный фильм                     | • Слово / The Word (продюсеры: Джон Хили и Джон Адамс) | |
| Лучший короткометражный фильм, снятый на 1 бобину                | ★ «Увертюра весёлых виндзорских кумушек» / Overture to The Merry Wives of Windsor (продюсер: Джонни Грин)                                                                             | ★ «Увертюра весёлых виндзорских кумушек» / Overture to The Merry Wives of Windsor (продюсер: Джонни Грин) |
| Лучший короткометражный фильм, снятый на 1 бобину                | • Древние христиане / Christ Among the Primitives (продюсер: Винченцо Луччи-Чиарисси)                                                                                                 | |
| Лучший короткометражный фильм, снятый на 1 бобину                | • Herring Hunt/ Herring Hunt (Национальный совет по кинематографии Канады) | |
| Лучший короткометражный фильм, снятый на 1 бобину                | • / Joy of Living (продюсер: Борис Вермонт) | |
| Лучший короткометражный фильм, снятый на 1 бобину                | • / Wee Water Wonders (продюсер: Джек Итон) | |
| Лучший короткометражный фильм, снятый на 2 бобины                | ★ «Страна медведей» / Bear Country (продюсер: Уолт Дисней) | ★ «Страна медведей» / Bear Country (продюсер: Уолт Дисней)                                                |
| Лучший короткометражный фильм, снятый на 2 бобины                | • Бен и я / Ben and Me (продюсер: Уолт Дисней) | |
| Лучший короткометражный фильм, снятый на 2 бобины                | • Возвращение в Гленнаскол / Return to Glennascaul (Dublin Gate Theatre Productions)                                                                                                  | |
| Лучший короткометражный фильм, снятый на 2 бобины                | • / Vesuvius Express (продюсер: Отто Лэнг) | |
| Лучший короткометражный фильм, снятый на 2 бобины                | • Зимний рай / Winter Paradise (продюсер: Седрик Френсис) | |
| Лучший короткометражный фильм (мультипликация)                   | ★ «Гудение, свист, звон и гул» / Toot, Whistle, Plunk and Boom (продюсер: Уолт Дисней)                                                                                                | ★ «Гудение, свист, звон и гул» / Toot, Whistle, Plunk and Boom (продюсер: Уолт Дисней)                    |
| Лучший короткометражный фильм (мультипликация)                   | • / Christopher Crumpet (продюсер: Стивен Босустоу) | |
| Лучший короткометражный фильм (мультипликация)                   | • От A до Z-Z-Z-Z / From A to Z-Z-Z-Z (продюсер: Эдвард Селзер) | |
| Лучший короткометражный фильм (мультипликация)                   | • Суровый медведь / Rugged Bear (продюсер: Уолт Дисней) | |
| Лучший короткометражный фильм (мультипликация)                   | • Сердце-обличитель / The Tell-Tale Heart (продюсер: Стивен Босустоу) | |

### Специальные награды
| Награда                                                         | Лауреаты |
| --------------------------------------------------------------- | --- |
| Премия за выдающиеся заслуги в кинематографе (Почётный «Оскар») | ★ Пит Смит — за его остроумный взгляд на американский театр, выраженный в серии короткометражных фильмов «Устремления Пита Смита». (for his witty and pungent observations on the American scene in his series of "Pete Smith Specialties".)                              |
| Премия за выдающиеся заслуги в кинематографе (Почётный «Оскар») | ★ 20th Century-Fox Film Corporation — в знак признания её заслуг в процессе внедрения передового технологического процесса «CinemaScope». (in recognition of their imagination, showmanship and foresight in introducing the revolutionary process known as CinemaScope.) |
| Премия за выдающиеся заслуги в кинематографе (Почётный «Оскар») | ★ Джозеф И. Брин — за его добросовестное, внимательное и достойное руководство правовыми отношениями в кинопромышленности. (for his conscientious, open-minded and dignified management of the Motion Picture Production Code.)                                           |
| Премия за выдающиеся заслуги в кинематографе (Почётный «Оскар») | ★ Bell and Howell Company — компании-первопроходцу, за выдающиеся открытия и достижения в развитии кинопроизводства. (for their pioneering and basic achievements in the advancement of the motion picture industry.)                                                     |
| Награда имени Ирвинга Тальберга                                 | ★ Джордж Стивенс |

## Научно-технические награды
| Категории | Лауреаты |
| --------- | --- |
| Class I   | • Профессор Анри Кретьен, Эрл Спонабл, Сол Гальперин, Лорин Гриньон, Герберт Брагг и Карлтон У. Фолкнер (20th Century-Fox Studios) — за создание, развитие и инженерное обеспечение киноаппаратуры, известной как «Синемаскоп». (for creating, developing and engineering the equipment, processes and techniques known as CinemaScope.) |
| Class I   | • Фред Уоллер — за разработку и развитие многочисленных киносъемочных и проекционных систем, получивших своё наивысшее воплощение в системе «Синерама» (синхронная панорамная проекция с нескольких киноаппаратов). (for designing and developing the multiple photographic and projection systems which culminated in Cinerama.)        |
| Class II  | • Reeves Soundcraft Corporation — за разработку процесса нанесения полос магнитного оксида на кинопленку для звукозаписи и воспроизведения (for their development of a process of applying stripes of magnetic oxide to motion picture film for sound recording and reproduction).                                                       |
| Class III | • Westrex Corporation — за дизайн и создание нового станка для монтажа (for the design and construction of a new film editing machine). |